# Lingbi

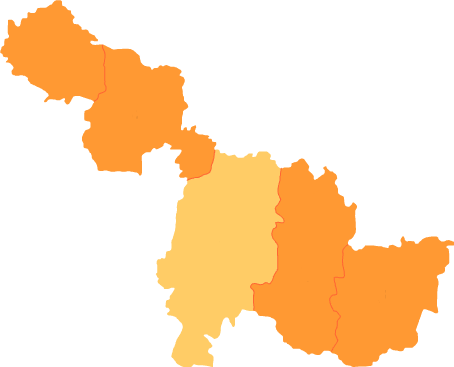
Lage des Kreises Lingbi im Gebiet der bezirksfreien Stadt Suzhou

Der Kreis Lingbi (chinesisch 灵璧县, Pinyin Língbì Xiàn) ist ein Kreis im Norden der chinesischen Provinz Anhui. Er gehört zum Verwaltungsgebiet der bezirksfreien Stadt Suzhou (宿州). Er hat eine Fläche von 2.133 Quadratkilometern und zählt 1.044.000 Einwohner (Stand: Ende 2018). Sein Hauptort ist die Großgemeinde Lingcheng (灵城镇).

## Administrative Gliederung
Auf Gemeindeebene setzt sich der Kreis aus dreizehn Großgemeinden und sechs Gemeinden zusammen. 